# Wydział Chemii i Farmacji Uniwersytetu Opolskiego
Wydział Chemii Uniwersytetu Opolskiego (WCh UO) – jeden z 9 wydziałów Uniwersytetu Opolskiego, powstały 1 września 2008 roku w wyniku reorganizacji Wydziału Matematyki, Fizyki i Chemii oraz podzielenia go na wyżej wymieniony i Wydział Matematyki, Fizyki i Informatyki Uniwersytetu Opolskiego. Kształci studentów na kierunku chemia na studiach stacjonarnych. W ramach wydziału działają 3 katedry, 3 zakłady i 4 pracownie specjalistyczne.
Siedzibą jest Collegium Chemicum, mieszczące się przy ulicy Oleskiej 48, wzniesione na przełomie lat 60. i 70. XX wieku. Budynek ten przechodził przebudowę i modernizację w latach 2009–2011.
Pracownicy naukowi wydziału zajmowali też często najważniejsze stanowiska w hierarchii uniwersyteckiej – rektorów: Krystyna Czaja (2008–2012) oraz prorektorów: Maria Nowakowska (1981–1984), Janusz Kyzioł (1990–1993), Krystyna Borecka (1996–2002), Krystyna Czaja (2005–2008), Piotr Wieczorek (2008–2012).

## Historia

### Początki opolskiej chemii (1954–1971)
Wraz z powstaniem Wydziału Matematyczno-Fizycznego na Wyższej Szkole Pedagogicznej w Opolu w 1954 roku studenci kształcący się na kierunkach fizyka i matematyka, pobierali nauki z podstawowej wiedzy chemicznej w ramach przedmiotu chemia ogólna, który prowadził początkowo dr Janusz Terpiłowski.
W 1958 roku w Katedrze Fizyki Wydziału Matematyczno-Fizycznego WSP powołano Zakład Chemii, a na jego kierownika powołano mgr inż. Władysława Barana. Nowy zakład znalazł siedzibę w pierwszym gmachu WSP przy ul. Luboszyckiej 7. W 1964 roku z inicjatywy dziekana Wydziału Matematyczno-Fizycznego, doc. dr hab. Bogdana Sujaka otworzono na WSP nowy kierunek studiów jakim była chemia. Wymogło to powołanie 3 nowych katedr: Chemii Nieorganicznej, Chemii Organicznej oraz Chemii Fizycznej. W kolejnych latach dzięki zaangażowaniu dr inż. Wacława Rzeszotarskiego, jego żony dr inż. Barbary Rzeszotarskiej przy współpracy Elżbiety Zymek powstały laboratoria badawcze i dydaktyczne chemii organicznej. W 1969 roku mury opolskiej WSP opuścili pierwsi absolwenci chemii, a Wydział poszerzył swoją nazwę o trzeci człon – stając się Wydziałem Matematyki, Fizyki i Chemii.
Brak miejsca na budowę nowych laboratoriów spowodował konieczność budowy nowego obiektu, który został zainicjowany przez Barbarę Rzeszotarską. Jego budowa rozpoczęła się na przełomie 1968 i 1969 roku, a zakończyła w 1978 roku. Nowy obiekt stanął tuż przy wybudowanym w 1960 roku głównym gmachu WSP przy ulicy Oleskiej 48.

### Instytut Chemii (1971–2008)
W 1971 roku w wyniku konsolidacji dotychczasowych katedr chemicznych utworzono, jako pierwszy na Wydziale Matematyki, Fizyki i Chemii, Instytut Chemii. W pierwszym roku istnienia Instytutu w jego skład wchodziło łącznie z dyrektorem 4 docentów, 3 doktorów, 25 magistrów i 12 techników. W ciągu kolejnych lat liczba pracowników stale rosła, a co za tym powołano nowe zakłady. W 1974 roku Instytut dzielił się na 4 Zakłady: Chemii Organicznej, Technologii Chemicznej, Dydaktyki Chemii oraz Chemii Analitycznej i Fizycznej. Ten ostatni Zakład w kolejnym roku został podzielony się na trzy mniejsze jednostki: Chemii Analitycznej, Chemii Fizycznej oraz Fizyki Chemicznej. Stworzona wówczas struktura Instytutu przetrwała bez większych zmian przez kolejne kilkanaście lat.
W 1975 i 1986 roku Instytut był organizatorem – wspólnie z kędzierzyńskim oddziałem Stowarzyszenia Inżynierów i Techników Przemysłu Chemicznego – Ogólnopolskiego Zjazdu Polskiego Towarzystwa Chemicznego. W 1983 roku utworzono nową specjalizację – agrobiochemię. W związku z poszerzeniem oferty kształcenia, a co za tym idzie zakresu prac badawczych o problemy z pogranicza chemii i biologii, w 1984 roku przekazano na potrzeby dydaktyczno-naukowe Instytutu stary, trzykondygnacyjny budynek przy ulicy Wandy. Poza tym, uruchomienie nowej specjalności doprowadziło do pozyskania dla Instytutu szeregu specjalistów specjalizujących się w naukach biologicznych i pokrewnych. Na bazie tej kadry utworzono w 1990 roku samodzielny Instytut Ochrony i Kształtowania Środowiska, który w 1999 roku stał się Wydziałem Przyrodniczo-Technicznym.
Rozwój naukowy pracowników Instytutu Chemii doprowadził do nadania w 1988 roku Radzie Wydziału Matematyki, Fizyki i Chemii WSP w Opolu praw doktoryzowania w dziedzinie nauk chemicznych.
Mająca miejsce w 1997 powódź tysiąclecia doszczętnie zniszczyła budynek przy ul. Wandy 4, gdzie prowadzone były zajęcia dydaktyczne i badania naukowe związane ze specjalnością agrobiochemia. W związku z tym władze uniwersytetu podjęły decyzję o przekazaniu Instytutowi Chemii pomieszczeń po likwidowanej stołówce w DS „Mrowisko”. Z kolei Ministerstwo Edukacji Narodowej i Komitet Badań Naukowych przekazały środki na projekt oraz adaptację tych pomieszczeń dla Instytutu Chemii. W realizację projektu zaangażowani byli ze strony Instytutu głównie dr inż. Piotr Wieczorek i dr Jacek Lipok. Dwa lata później inwestycja została zakończona, a do nowoczesnych laboratoriów został przeniesiony Zakład Chemii Ekologicznej.
W 2001 roku uruchomiono trzecią specjalność na kierunku chemia – chemię środowiska. W dziedzinie dydaktycznej rozwinięto wymianę studentów z innymi uczelniami krajowymi, jak i zagranicznymi, w ramach programów MOST i Sokrates/Erasmus. W Instytucie zrealizowano prace badawcze ze środków Unii Europejskie.

### Wydział Chemii (od 2008)
Decyzją Senatu Uniwersytetu Opolskiego Instytut Chemii został wyodrębniony ze struktur Wydziału Matematyki, Fizyki i Chemii w 2008 roku i utworzył samodzielny wydział uniwersytecki.

## Poczet dziekanów
Dyrektorzy Instytutu Chemii
1. prof. dr hab. inż. Jan Pielichowski (1971–1972)
2. prof. dr hab. inż. Barbara Rzeszotarska (1972–1988)
3. prof. dr hab. Maria Nowakowska (1988–1999)
4. prof. dr hab. inż. Krystyna Czaja (1999–2005)
5. prof. dr hab. inż Piotr Wieczorek (2005–2008)

Dziekani Wydziału Chemii
1. dr hab. Hubert Wojtasek (2008–2012)
2. prof. dr hab. inż. Piotr Wieczorek (2012–2019)
3. dr hab. Dawid Siodłak (2019–2024)
4. dr Anna Kusakiewicz-Dawid (od 2024)

## Władze Wydziału
W kadencji 2024–2028:
| Stanowisko        | Imię i nazwisko           |
| ----------------- | ------------------------- |
| Dziekan           | dr Anna Kusakiewicz-Dawid |
| Zastępca Dziekana | dr hab. inż. Dawid Zych   |

## Kierunki kształcenia
Wydział Chemii prowadzi następujące kierunki studiów (stan na rok akademicki 2016/2017):
- Studia pierwszego stopnia:
  - chemia, o specjalnościach:
    - chemia biologiczna,
    - chemia nowoczesnych materiałów,

  - chemia i analityka żywności.
- Studia drugiego stopnia[10]:
  - chemia, o specjalnościach:
    - chemia biologiczna,
    - chemia kosmetyczna,
    - nowoczesne materiały polimerowe,

Wydział kształci także na studiach doktoranckich (trzeciego stopnia) w dziedzinie chemii. Wydział prowadzi również studia podyplomowe
Wydział ma uprawnienia do nadawania następujących stopni naukowych:
- doktora nauk chemicznych,
- doktora habilitowanego nauk chemicznych.

## Struktura organizacyjna

### Instytut Chemii
Dyrektor: dr hab. Elwira Bisz, prof. UO
- Katedra Chemii Analitycznej
- Katedra Technologii Chemicznej i Chemii Polimerów
- Katedra Chemii Nieorganicznej i Strukturalnej
- Katedra Farmacji i Chemii Ekologicznej
- Katedra Chemii Organicznej i Biochemii
- Katedra Chemii Fizycznej i Modelowania Molekularnego
- Pracownia Spektroskopii Absorpcyjnej w Podczerwieni
- Pracownia Analizy Termicznej
- Opolskie Laboratorium Badań Strukturalnych